# A Vida de Brian
A Vida de Brian (em inglês:  Monty Python's Life of Brian) é um filme de comédia e sátira britânico de 1979 estrelado e escrito pelo grupo de comédia Monty Python (Graham Chapman, John Cleese, Terry Gilliam, Eric Idle, Terry Jones e Michael Palin), sendo dirigido por Terry Jones. O filme conta a história de Brian Cohen (interpretado por Graham Chapman), um jovem judeu que nasceu no mesmo dia que Jesus Cristo numa casa vizinha dele, e é confundido com o Messias. Após a retirada do financiamento pela EMI Films, poucos dias antes do início da produção, o fã de longa data dos Monty Pythons e ex-membro dos Beatles, George Harrison, arranjou financiamento para a realização de A Vida de Brian através da formação de sua empresa HandMade Films.
Os temas de sátira religiosa do filme eram controversos na época de seu lançamento, provocando acusações de blasfêmia e protestos de alguns grupos religiosos. Trinta e nove autoridades locais do Reino Unido impuseram uma proibição definitiva ou aplicaram uma "Certificação X" (tornando o filme recomendado para maiores de 18 anos no país) impedindo efetivamente a exibição da comédia, uma vez que os distribuidores disseram que A Vida de Brian não poderia ser exibido a menos que tivesse sido editado e tivesse pelo menos uma "Certificação AA" (para maiores de 14).[carece de fontes?] Alguns países, incluindo a Irlanda e a Noruega, proibiram sua exibição, com algumas dessas proibições durando décadas. Os cineastas incrementaram essa notoriedade na campanha de marketing do filme, com pôsteres na Suécia dizendo: "Que engraçado, foi proibido na Noruega!".
O filme foi um sucesso de bilheteria, sendo o quarto filme com maior bilheteria no Reino Unido em 1979 e a maior bilheteria de qualquer filme britânico nos Estados Unidos naquele ano. Permaneceu popular e foi nomeado "o melhor filme de comédia de todos os tempos" por várias revistas e redes de televisão; anos mais tarde, em uma pesquisa do Channel 4 de 2006, A vida de Brian foi classificado em primeiro lugar na lista dos cinquenta maiores filmes de comédia de todos os tempos.

## Sinopse
O filme conta a história de Brian, um homem da Judeia que vive uma vida paralela à de Jesus Cristo e se alia a grupos contra o domínio romano. Na segunda metade do filme, uma multidão pensa que ele é o salvador da humanidade e seguem-no como um grande sábio, mas ele nunca teve a intenção de dar essa impressão e apenas deseja ver-se livre de toda aquela gente. Mas Brian é um predestinado, e acaba por viver cenas bíblicas e ter que enfrentar desafios semelhantes aos do Messias (o que naturalmente são sátiras).
Sua aparição como "Messias" começa quando ele finge ser um pregador para fugir da guarda romana, mas suas pregações são levadas a sério e ele ganha uma horda de seguidores. Brian acaba por se meter num monte de confusões ao ter suas tolas palavras entendidas como profecias e ser caçado pela guarda romana. Ele depara-se com diversas figuras históricas e bíblicas, que são satirizadas pelo filme.
Brian acaba sendo crucificado a mando de um Pôncio Pilatos com dislalia, e os crucificados lançam-se em um número musical que se tornou popular, "Always Look On The Bright Side of Life".
O filme também mostra, de uma forma irônica, a questão da alienação da massa, pois o povo segue Brian o tempo todo, repetindo tudo o que ele diz, e sátiras são feitas à religião, como é o caso da cena do apedrejamento.

## Elenco
- Graham Chapman – Brian, Biggus Dickus, Rei Mago
- John Cleese – Reg, sumo sacerdote, Centurião, Deadly Dirk, Arthur, Rei mago
- Terry Gilliam – Pessoa no sermão da montanha ("Você ouviu? 'Abençoados sejam os gregos'!"), profeta de Sangue e Trovão, Geoffrey, Gaoler, Frank
- Eric Idle – Sr Cheeky, Stan/Loretta, Harry the Haggler, pecadora que atira a primeira pedra, Jovem entediante, Otto, Assistente de Gaoler, Sr Frisbee III.
- Terry Jones – Mandy, Colin, Simon o Homem Santo, Passante santo, Bob Hoskins (homem na multidão)
- Michael Palin – Sr Big Nose, Francis, Sra. A, Ex-leproso, Ben, Pôncio Pilatos, Profeta chato, Eddie, Nisus Wettus, Rei Mago
- Kenneth Colley – Jesus Cristo
- Neil Innes – Samaritano questionável
- Gwen Taylor – Sra Big Nose, Mulher com asno doente, Jovem
- Terence Baylor – Gregory, Dennis
- Carol Cleveland – Sra Gregory, Elsie
- Charles McKeown – Homem no sermão da montanha, Stig, Cego, Falso profeta, Guarda que ri
- Chris Langham - Alfonso, Guarda que ri
- Sue Jones-Davies – Judith Iscariotes
- John Young – Matias
- Bernard McKenna – Ajudante de apedrejamento, Parvus
- Spike Milligan – Spike
- George Harrison – Sr Papadopoulos (não-creditado)

## Produção

### Pré-produção
Existem várias histórias sobre as origens de A Vida de Brian. Logo após o lançamento de Monty Python and the Holy Grail (1975), Eric Idle sugeriu irreverentemente que o título do próximo filme dos Pythons seria "Jesus Christ: Lust for Glory" (uma peça sobre o título do Reino Unido para o filme americano de 1970 Patton). Com a enorme rotatividade financeira, confirmando o apetite dos fãs por mais empreendimentos cinematográficos, eles começaram a considerar seriamente um filme que envolvia a era do Novo Testamento da mesma maneira que o The Holy Grail havia escrachado da lenda do Rei Arthur. Tudo o que eles precisavam era de uma ideia para uma trama. Eric Idle e Terry Gilliam, enquanto promoviam The Holy Grail no Amsterdã, criaram um esboço no qual a cruz de Jesus está caindo aos pedaços por causa dos carpinteiros idiotas que a construíram e ele, furioso, diz a eles como fazê-lo corretamente. No entanto, após um estágio inicial de brainstorming, e apesar de não serem crentes, eles concordaram que Jesus era "definitivamente um cara legal" e não encontraram nada para zombar em seus ensinamentos reais. "Quando fomos ver a história de Jesus, vimos que não havia quase nada pra ridicularizar. [...] seria um filme muito raso se fosse sobre Jesus, então criamos o Brian", disse o grupo mais tarde numa entrevista à BBC. Depois de se decidir sobre o nome Brian para seu novo protagonista, uma ideia considerada foi a de "o 13.º discípulo" e depois foi descartada para a ideia de um indivíduo separado, nascido em um tempo e local semelhantes, que seria confundido com o Messias, mas não desejava ser seguido como tal.

### Desenvolvimento
Stan: Eu quero ser mulher. De agora em diante, quero que todos me chamem de Loretta.
Reg: O quê!?
Stan: É meu direito como homem.
Judith: Por que você quer ser Loretta, Stan?
Stan: Eu quero ter filhos.
Reg: Você quer ter bebês?!?!?!
Stan: É direito de todo homem ter filhos, se quiser.
Reg: Mas você não pode ter filhos.
Stan: Não me oprima.

—Diálogo da cena dos direitos inalienáveis, com Stan (Idle), Reg (Cleese) e Judith (Jones-Davies).
O primeiro rascunho do roteiro, provisoriamente intitulado "The Gospel According to St. Brian", estava pronto no Natal de 1976. O rascunho final da pré-produção estava pronto em janeiro de 1978, após "uma escrita concentrada de duas semanas e esqui aquático em Barbados". O filme não teria sido concluído sem o ex-Beatle George Harrison, fã do grupo, que criou a HandMade Films para ajudar a financiar a produção a um custo de £ 3 milhões. Harrison pagou o dinheiro por ele "querer ver o filme" - mais tarde descrito por Terry Jones como o "ingresso de cinema mais caro do mundo".
Os apoiadores originais, a EMI Films e Bernard Delfont, ficaram receosos no último minuto sobre o tema do filme. As últimas conversas entre os Pythons e os produtores foram: "Eu disse a ele: 'Bernie, eles nunca vão ganhar dinheiro com isso', provocando Delfont por sua falta de fé no projeto. Terry Gilliam disse mais tarde: "Eles partiram na quinta-feira. A equipe deveria partir no sábado. Desastrosa. Foi porque eles leram o roteiro ... finalmente". Como recompensa por sua ajuda, Harrison aparece em uma participação especial, como o Sr. Papadopoulos, "proprietário do Monte", que brevemente aperta a mão de Brian em uma cena de multidão (às 1:09 do filme). Sua única palavra de diálogo mais fora do lugar teve que ser dublada mais tarde por Michael Palin.

### Filmagens
Terry Jones foi o único responsável pela direção, tendo concordado amigavelmente com Gilliam (que co-dirigiu The Holy Grail) em fazê-lo, com Gilliam concentrando-se na aparência do filme. Gilliam novamente contribuiu com duas sequências animadas (uma sendo os créditos de abertura) e se encarregou do cenário.
O filme foi rodado nas localidades de Monastir na Tunísia, o que permitiu que a produção de conjuntos de reutilização de Jesus de Nazaré de Franco Zeffirelli. Outras filmagens em locações também ocorreram na Tunísia, em Sousse (muralhas exteriores de Jerusalém e porta de entrada), Cartago (teatro romano) e Matmata (sermão da montanha e crucificação).

## Recepção

### Bilheteria
A Vida de Brian estreou em 17 de agosto de 1979 em cinco cinemas norte-americanos e arrecadou 140.034 dólares (28.007 dólares por sala) em seu fim de semana de estreia. Seu total bruto foi de 19.398.164 dólares. Foi o filme britânico com maior bilheteria na América do Norte naquele ano. Lançado em 8 de novembro de 1979 no Reino Unido, o filme foi o quarto filme de maior bilheteria na Grã-Bretanha em 1979. Em Londres, estreou no cinema Plaza e arrecadou 40.470 libras na semana de abertura.

### Crítica
As críticas dos críticos foram geralmente positivas principalmente no lançamento do filme. Vincent Canby, do The New York Times, chamou o filme de "o épico bíblico mais falado de todos os tempos, bem como o mais bem-humorado". Roger Ebert deu ao filme três estrelas em quatro, escrevendo: "O que é cativante nos Pythons é o seu bom ânimo, sua irreverência, sua vontade de permitir que situações cômicas se desenvolvam através de um acúmulo gradual de pequenas insanidades". Gene Siskel, do Chicago Tribune, deu ao filme três estrelas e meia, chamando-o de "uma paródia suave, mas muito engraçada da vida de Jesus, bem como de filmes bíblicos". A única crítica negativa veio de Gary Arnold, do The Washington Post, uma vez que ele possuía uma opinião negativa sobre o filme, escrevendo que o filme era "uma ficção cruel" e que "fomentar a ilusão de que Brian era o Messias era o cúmulo da blasfêmia".
Com o passar dos anos, A Vida de Brian foi regularmente citado como um candidato significativo ao título de "melhor filme de comédia de todos os tempos" e foi nomeado como tal em pesquisas conduzidas pela revista Total Film em 2000;[carece de fontes?] a rede de TV britânica Channel 4 o colocou na lista de 50 grandes filmes de comédia, enquanto que o jornal The Guardian também o elegeu como um dos melhores filmes de comédia de todos os tempos. Uma pesquisa de 2011 da revista Time Out o classificou como o terceiro maior filme de comédia já feito, atrás de Airplane! e This Is Spinal Tap.
No site agregador de críticas Rotten Tomatoes, 95% das 61 resenhas dos críticos são positivas. O consenso diz que é "um dos filmes mais avançados da década de 1970, essa farsa religiosa da trupe de comédia clássica é tão comovente quanto engraçada e satírica". O Metacritic, que usa uma média ponderada, atribuiu ao filme uma pontuação de 77 em 100, baseado em 15 críticos, indicando críticas "geralmente favoráveis".
Em 2016, a revista Empire classificou A Vida de Brian em segundo lugar na lista dos 100 melhores filmes britânicos atrás apenas de Lawrence da Arábia. A BFI declarou A Vida de Brian como o vigésimo oitavo melhor filme britânico de todos os tempos (numa lista equivalente à dos 100 maiores filmes estadunidenses do American Film Institute).

## Temas e análises

### Temas do filme

#### Bíblia
A representação de Jesus em duas cenas curtas no início do filme é fortemente baseada na iconografia cristã. Os combatentes da resistência deixaram o Sermão da Montanha, que era um recital literal, irritados porque Jesus era pacifista demais para eles. Além da representação respeitosa de Jesus, o filme não sugere que Deus não existe ou que Jesus não é filho de Deus, segundo a maioria dos espectadores do filme. A aparência de um leproso que foi curado por Jesus afirma os Evangelhos e seus relatos sobre Jesus realizando milagres.
Qualquer referência direta a Jesus desaparece após as cenas introdutórias, mas sua história de vida atua parcialmente como uma estrutura e um subtexto para a história de Brian. Brian, sendo um bastardo romano, poderia se referir à lenda polêmica de que Jesus era filho do soldado romano Panthera. Disfarçado de profeta, o próprio Brian fala sobre "os lírios no campo" ou afirma com mais clareza: "Não julgue outras pessoas, senão você poderá ser julgado por si mesmo". É seguro assumir que Brian repete incoerentemente tudo o que ouviu de Jesus.
Há outra pessoa no filme, além de Jesus, que também é nomeado nos Evangelhos: Pôncio Pilatos, embora sua representação no filme é transformada em motivo de piadas por seu problema de fala. E, embora haja uma dica para Barrabás anterior à crucificação, não há alguma pessoa no filme com qualquer característica como Judas ou Caifás. Uma interpretação antissemita é, portanto, excluída, segundo os estudiosos. ("Pretendida ou não, essa decisão de não ter um personagem Caifás evita a possibilidade de o filme ser visto como antissemita".) A crucificação, principal motivo da iconografia cristã, é vista de um contexto histórico dentro do estilo narrativo do filme. Sua representação como uma crucificação em massa realizada rotineiramente deixou os cristãos praticantes perplexos.

#### Crença e dogmatismo
O assunto pretendido da sátira não era Jesus e seus ensinamentos, mas o dogmatismo religioso, de acordo com as observações simultâneas feitas por teóricos do cinema e declarações do grupo Monty Python. Isso fica claro no início do filme durante o Sermão da Montanha. Não apenas a fraca acústica dificulta a audição do que Jesus diz, mas a plateia falha em interpretar o que foi dito de maneira correta e sensata. Quando Jesus disse: "Bem-aventurados os pacificadores", a plateia entende a palavra foneticamente semelhante "Cheesemakers" e, por sua vez, a interpreta como uma metáfora e beatificação daqueles que produzem produtos lácteos.
A Vida de Brian satiriza, nas palavras de David Hume, a "forte propensão da humanidade a acreditar no extraordinário e no maravilhoso". Quando Brian interrompe seu sermão e se afasta da multidão, eles confundem seu comportamento como não quer compartilhar o segredo da vida eterna e segui-lo em todos os lugares. Na necessidade de se submeterem a uma autoridade, a multidão o declara primeiro um profeta e, eventualmente, um messias. Os fiéis se reúnem embaixo da janela de Brian para receber as bênçãos de Deus. É quando Brian profere a mensagem que é dita como a principal de todo o filme: "[...] Vocês não precisam me seguir. Vocês não precisam seguir ninguém. Vocês precisam pensar por si mesmos. Vocês são todos indivíduos."; os Monty Pythons viram essa mensagem central da sátira confirmada como principal motivo dos protestos de cristãos praticantes após o lançamento do filme.
Segundo Terry Jones, A Vida de Brian "não é blasfêmia, mas sim uma heresia", porque Brian contestou a autoridade da Igreja, enquanto a crença em Deus permaneceu intocada. Ele continua mencionando que "Cristo está dizendo todas essas coisas maravilhosas sobre pessoas que vivem juntas em paz e amor, e então pelos próximos dois mil anos as pessoas estarão se matando usando seu nome porque não podem concordar umas com as outras"." A disputa entre os seguidores sobre a interpretação correta de uma sandália, que Brian perdeu, está, nas palavras de Terry Jones, como "história da Igreja em três minutos". Kevin Shilbrack compartilha da opinião de que você pode apreciar o filme e ainda ser religioso.

#### Individualidade
Brian: "Vejam, vocês entenderam tudo errado. Vocês não precisam me seguir. Vocês não precisam seguir ninguém. Vocês precisam pensar por si mesmos. Vocês são todos indivíduos.
Multidão: "Sim. Somos todos indivíduos".

—Diálogo da cena em que os seguidores de Brian o segue até a janela de sua casa.
Uma das cenas mais comentadas do filme é quando Brian diz a seus seguidores que todos são indivíduos e não precisam seguir ninguém. Segundo Edward Slowik, este é um momento raro em que Monty Python coloca um conceito filosófico em palavras de maneira tão aberta e direta. A Vida de Brian descreve com precisão a visão existencialista de que todos precisam dar sentido à sua própria vida.
Brian pode assim ser chamado de existencialista seguindo a tradição de Friedrich Nietzsche e Jean-Paul Sartre. Ele é honesto consigo mesmo e com os outros e vive uma vida autêntica da melhor maneira possível. No entanto, Brian é ingênuo demais para ser chamado de herói com base nas ideias de Albert Camus já que para Camus, a busca pelo sentido da própria vida ocorre em um mundo profundamente sem sentido e obscuro. O "herói absurdo" se rebela contra essa falta de sentido e, ao mesmo tempo, mantém seus objetivos, embora eles saibam que sua luta não deixa impacto a longo prazo. Ao contrário, Brian não é capaz de reconhecer a falta de sentido de sua própria situação e, portanto, não pode triunfar sobre ela.
Shilbrack conclui que o final mostra que as execuções não tinham propósito, já que as mortes eram sem sentido e não havia mundo melhor esperando por elas. Nesta nota, algumas pessoas afirmam que o filme apresenta uma visão niilista do mundo que geralmente contradiz qualquer base religiosa. No entanto, A Vida de Brian oferece humor para contrabalançar o niilismo, afirma Shilbrack em seu texto. Ele comenta que religião e humor são compatíveis entre si e você deve rir do absurdo, já que não pode combatê-lo.

### Sátira política
O filme zomba de grupos revolucionários e da esquerda britânica da década de 70. De acordo com Roger Wilmut, "o que o filme faz é colocar estereótipos modernos em um cenário histórico, o que lhe permite entrar em diversas escavações, particularmente em organizações sindicais e guerrilheiras". Todos os grupos do filme se opõem à ocupação romana da Judéia, mas caem no padrão familiar de intensa competição entre facções que parece, para um estranho, ultrapassar distinções ideológicas tão pequenas que são invisíveis, retratando assim o fenômeno do narcisismo de pequenas diferenças. Essa desunião, de fato, fatalmente aumentou a resistência da Judéia na vida real contra o domínio romano. Michael Palin diz que os vários movimentos separatistas foram modelados em "grupos modernos de resistência, todos com siglas obscuras das quais nunca se lembram e suas agendas conflitantes".
A Frente Popular da Judéia composto pelos personagens dos Pythons, discute seus "rivais" com gritos de "divisões" e se opõe veementemente à Frente da Popular da Judéia, à Campanha pela Galiléia Livre e à Frente Anarquista da Judéia (a última composta por um único homem de idade, ridicularizando o tamanho do verdadeiro revolucionário trotskista/facções). A briga entre organizações revolucionárias é demonstrada de maneira mais dramática quando a PFJ tenta sequestrar a esposa de Pôncio Pilatos, mas encontra agentes da Campanha pela Galiléia Livre, e as duas facções começam uma briga violenta sobre qual delas concebeu o plano primeiro. Quando Brian exorta-os a cessar a luta para lutar "contra o inimigo comum", os revolucionários param e choram em uníssono "a Frente do Povo da Judéia!" No entanto, eles logo retomam suas lutas e, com dois legionários romanos assistindo perplexos, continuam até Brian ser deixado o único sobrevivente, quando é capturado.
Há também uma cena famosa em que Reg faz um discurso revolucionário perguntando: "O que os romanos já fizeram por nós?" Nesse ponto, os ouvintes descrevem todas as formas de aspectos positivos da ocupação romana, como saneamento, medicina, educação, vinho, ordem pública, irrigação, estradas, sistema de água, saúde pública e paz, seguido por outra pergunta: "o que os romanos já fizeram por nós, exceto saneamento, medicina, educação ...?". O biógrafo de Python, George Perry, observa: "A Frente Popular de Libertação da Judéia realiza suas reuniões como se tivessem sido convocadas por um grupo de administradores de loja". Essa piada é o inverso de uma conversa semelhante registrada no Talmude da Babilônia; alguns autores chegaram a sugerir que a piada é baseada no texto talmúdico.

## Acusações e censura
O filme foi proibido por oito anos na Irlanda e por um ano na Noruega (sendo comercializado na Suécia com o slogan: "O filme é tão engraçado que foi proibido na Noruega"). Durante a exibição teatral do filme na Finlândia, um texto explicando que o filme era uma paródia dos épicos históricos de Hollywood foi adicionado aos créditos de abertura. No Reino Unido, Mary Whitehouse, e outros cristãos tradicionalistas, panfletaram em locais onde o cinema local estava exibindo o filme, uma campanha que chamou ainda mais a atenção do público Uma das cenas mais controversas foi o final do filme: a crucificação de Brian, onde muitos manifestantes cristãos disseram que estava zombando do sofrimento de Jesus, transformando-o em um "Jolly Boys Outing". Os Pythons deu a seguinte resposta a esta crítica: "a crucificação era uma forma padrão de execução nos tempos antigos e não apenas especialmente reservada para Jesus".

### Século XXI
"A Vida de Brian é um tributo extraordinário à vida, obra e ensino de Jesus - que eles não poderiam realmente blasfemar ou fazer piada com isso. É uma sátira maravilhosa sobre o modo como o próprio ensino de Jesus foi usado para perseguir pessoas. Eles estavam satirizando o fundamentalismo e a perseguição a outros e, ao mesmo tempo, dizendo que a única pessoa que se eleva acima de tudo isso é Jesus.

—Teólogo Richard Burridge.
O filme ainda sofreu punições durante a virada do milênio. Em 2008, o Conselho de Torbay finalmente permitiu que o filme fosse exibido depois de ganhar uma votação on-line para o Festival Internacional de Filmes de Comédia da Riviera Inglesa. Em 2009, foi anunciado que uma proibição de filme de trinta anos na cidade de Aberystwyth, no País de Gales, havia sido finalmente suspensa, e a exibição subsequente contou com a presença de Terry Jones e Michael Palin ao lado da prefeita Sue Jones-Davies (que interpretou Judith Iscariot no filme). Em 2013, uma autoridade alemã no estado da Renânia do Norte-Vestfália considerou o filme possivelmente ofensivo para os cristãos e, portanto, sujeito a um regulamento local que proíbe sua exibição pública na Sexta-feira Santa, o que causou protestos de ateus locais.

## Impacto e legado
Além de ser considerado uma das melhores comédias de todos os tempos a música que é cantada no final do filme, "Always Look on the Bright Side of Life" se tornou popular principalmente em 1982, durante a Guerra das Malvinas, quando marinheiros a bordo do destróier HMS Sheffield, gravemente danificado em um ataque de míssil argentino Exocet em 4 de maio, começaram a cantar enquanto aguardavam o resgate. Muitas pessoas consideraram a música como otimista e motivadora. Uma de suas interpretações mais famosas foi pelos dignitários de Manchester, durante a campanha da cidade para sediar as Olimpíadas de 2000 (que acabaram sendo sediadas em Sydney). Idle mais tarde apresentou a música como parte da cerimônia de encerramento dos Jogos Olímpicos de Verão de 2012. A música acabou sendo usada como "grampo" musical nos concertos do Iron Maiden, onde a gravação é tocada após o bis final.
O apresentador de rádio John Williams, do WGN 720 AM de Chicago, usou "Always Look on the Bright Side of Life" em um segmento de seus shows de sexta-feira. O segmento é usado para destacar bons eventos da semana passada na vida dos ouvintes e o que os fez sorrir. Uma série histórica da BBC What the Romans Did for Us, escrita e apresentada por Adam Hart-Davis e transmitida em 2000, leva o título da pergunta retórica de Cleese: "O que os romanos já fizeram por nós?" em uma das cenas do filme. (O próprio Cleese parodiou essa frase em um anúncio da BBC de 1986 defendendo a Taxa de Licença de Televisão: "O que a BBC já nos deu?").
O filme junto com outros filmes do grupo são creditados como "revolucionários" da comédia e da popularização do humor negro (junto com Os Simpsons e South Park) influenciando outros grupos como Porta dos fundos.